# Franz von Hessen-Philippsthal
Franz August von Hessen-Philippsthal (* 26. Januar 1805 in Philippsthal; † 23. Juni 1861 in Nancy) war Prinz  von Hessen-Philippsthal und Baron von Falkener.

## Leben
Franz August war ein Sohn des paragierten Landgrafen Ernst Konstantin von Hessen-Philippsthal (1771–1849) aus dessen Ehe mit Luise (1775–1808), Tochter des Fürsten Friedrich Carl von Schwarzburg-Rudolstadt.
Im selben Jahr wie der ältere Bruder Karl begann 1822 auch Prinz Franz seine Laufbahn in der österreichischen Armee. Zunächst Oberleutnant, dann Kapitänleutnant in verschiedenen Infanterieregimentern, ab 1828 Hauptmann bei den Feldjägern, wurde er 1838 als „Charakter-Major“ verabschiedet. Nach der morganatischen Heirat mit der schwäbischen Handwerkerstochter Marie Kohlmann 1841 nahm Franz den Namen „Baron von Falkener“ an und zog nach Nancy, wo dem Ehepaar in den Folgejahren sechs Kinder geboren wurden.

## Familie
Franz heiratete 1841 Maria Katharina Kohlmann (1819–1904). Das Paar hatte fünf Kinder:
- Konstanze (* 13. März 1846),
- Ferdinand (* 16. April 1849),
- August (* 20. Juni 1852),
- Amalia (* 18. September 1855),
- Viktoria (* 14. Februar 1857).[2]